# Deborah David
Débora Lastenia David Lino (Puerto Barrios, Guatemala, 7 de enero de 1979) más conocida por su nombre artístico, Déborah David, es una actriz y modelo guatemalteca. Es conocida por su aparición en el vídeo "La negra tiene tumbao" de la cantante Celia Cruz como la modelo principal. También fue nombrada cómo embajadora de Turismo de Guatemala.

## Biografía
Perteneciente a una familia de descendientes africanos y de la tribu garífuna, muy típica de América Central.

## Filmografía
- Before Night Falls (2000)
- Dame tu cuerpo (2003)
- La Comunidad (2000)
- Los Pajarracos (2006)
- Rudo y Cursi (2008)

## Telenovelas
- Entre el amor y el odio
- Clase 406

## Programas de televisión
- Eco Moda
- Diseñador ambos sexos

## Videoclips
- La negra tiene tumbao de Celia Cruz
- Óyeme José de Dragón Zaga
- La noche de Gloria Trevi

## Teatro
- Celia, el musical (2016)[6]

## Modelaje[7]
- Top Model of the World - Dusseldorf, Alemania - Finalista.
- Diesel
- Hugo Boss
- Armani
- Frattina
- Fendi
- Secret

## Discografía
- Vívelo (2008)[8]

## Premios y reconocimientos
- Miss Guatemala - Finalista y Miss elegancia.
- Miss América Guatemala - Primer lugar
- Miss América Internacional -  Finalista - Miss simpatía y mejores piernas.
- Reinado Internacional de las Flores en Medellín, Colombia
- 50 más bellos de la revista People en Español 2004[9]
- Grand Marshal del desafío Corona en Querétaro, México 2005
- Embajadora de Turismo de Guatemala